# Merganso-pequeno
O merganso-pequeno (Mergellus albellus) é uma espécie de ave anseriforme da família dos anatídeos, que nidifica no norte da Fino-Escandinávia e na Sibéria. Embora seja uma espécie pouco preocupante, com uma população global superior a 130 mil indivíduos, é protegida em diversos países da Europa, através da Rede Natura 2000.

## Descrição
O merganso-pequeno tem um comprimento de 41 cm e uma envergadura de 62 cm. O peso dos machos é de 700g e o das fêmeas é de 580g.